# Ljudje (oblikovalski studio)
Ljudje je slovenski oblikovalski studio, ki ustanovljen leta 2012. Studio deluje na področju vizualnih identitet, kampanj in soustvarjanja družbenih sprememb preko oblikovalskih metod. Ekipo sestavljajo interdisciplinarni oblikovalci in umetniki. 
Organizirajo izobraževanja na področju oblikovanja skozi platformo wwwork.shop in vodijo slovenski oblikovalski podcast Bring To Front.

## Delo
Med vidnejše projekte Studia Ljudje spadajo:

### Bienale oblikovanja BIO26
Identiteta Bienala oblikovanja BIO26 odgovarja na temo “skupno znanje”, zato podoba prevprašuje vlogo oblikovalcev pri interpretaciji sveta. Ustvarili so vizualne infografike, ki temeljijo na zaskrbljujočih ali banalnih dejstvih o našem svetu.

### ReŠi RŠ
Reši RŠ je komunikacijska kampanja, ki je nastala v času reševanja finančne stiske Radia Študent. Zaradi izpada financiranja so oblikovali oglaševalsko kampanjo in peticijo, ki je državno in mestno oblast nagovarjala, naj sistematično uredi sistem financiranja. Kampanja je zbrala dovolj sredstev, da je RŠ deloval naprej.

### CZK KKS
Center za kreativnost je izdal statistično analizo kulturnega in kreativnega sektorja za razumevanje KKS v Sloveniji danes, Ljudje pa so oblikovali brošuro Kulturno-kreativni imperativ: Razsežnosti in potencial kulturnega kreativnega sektorja v Sloveniji. Za ozaveščanje o KKS so zasnovali kampanjo, ki je širši javnosti predstavljala stanje in priložnosti sektorja.

### Fake News
Lažne dobre novice so različne epizode v seriji projektov, v katerih The Miha Artnak obravnava fenomen lažnih novic. V prvem delu je avtor pretental slovenske medije z umetnino narejeno iz golobjih iztrebkov, ki naj bi jo za milijon dolarjev prodal kitajski banki.  V drugem delu je razširil lažne informacije o nastanku Bitcoin mesta (BTC City) v Ljubljani, v katerem se vse plačuje z bitcoini. Medijska pozornost namenjena projektu je sprožila debato o lažnih novicah in namernem širjenju lažnih informacij, ki je danes ena največjih groženj demokracij.

### Zastava Sveta
Zastava Sveta (Zemlje), je bila oblikovana z namenom poenotenja kulturnih razlik, vzpostavitve skupnega jezika in predvidene poti v našo prihodnost. Z oblikovanimi zastavami planetov našega osončja izziva človeštvo, da postane planetarna civilizacija. Ideja za planetarno zastavo temelji na konceptu Kardaševe lestvice, ki definira tri vrste civilizacij glede na obseg energije, s katero upravljajo.

### Troljo
Troljo je pametni pogovorni bot v Sloveniji, ki napoveduje prihode avtobusov na mestnih postajališčih v Ljubljani. Deluje prek Facebook messengerja in Instagrama. Troljo na enem mestu združuje podatke o prihodih avtobusov in dostopnosti mestnih koles Bicikelj.

## Razstave

### Republika 2.0 (2019)
Republika 2.0 predstavlja distopično vizijo prihodnosti, v kateri je država upravljana kot podjetje, ki si s tehnološkimi inovacijami in digitalnimi rešitvami prizadeva za bolj optimizirane storitve in se poslužuje različnih start-up prijemov.  Digitalna razstava uporabniku omogoča, da opravi osnovne državne storitve: pridobi državljanstvo, glasuje na volitvah, soodloča o proračunu, ureja birokratske zadeve, se vključi v zdravstveni sistem in se upokoji. 

### RIP Ljudje (2021)
Razstava RIP Ljudje gledalce postavi v čas po letu 2041, ko je dokončno izumrla človeška vrsta.  Na spekulativen način prevprašuje kapitalistično hiperprodukcijo, razvoj emocionalne ekonomije in umetne inteligence. 

## Nagrade

### Velika Brumnova nagrada
- Aplikacija Flaviar (Spirala okusov) (2015)[19]
- Bienale oblikovanja BIO26 identiteta in infografika (2019)[20]

### Brumnova nagrada
- Bienale oblikovanja BIO26 identiteta (2019)  [21]
- Bienale oblikovanja BIO26 infografika (2019)[22]
- Troljo (2017)
- RešiRŠ (2015)[19]
- Project Seen (2015)[19]
- Aplikacija Flaviar (2015)
- Spirala okusov (2015)